# Valter Santos
Valter Borges dos Santos (Rio de Janeiro, 16 de outubro de 1946 – São Paulo, 24 de dezembro de 2013) foi um ator e dublador brasileiro.

## Carreira
Estudou no Conservatório Nacional de Teatro, no Rio de Janeiro. Atuou em vários espetáculos teatrais, como "Hair" e "A Semana" pelo qual foi premiado pela APCA. É forte presença também em telenovelas e dublagens. Na Rede Globo Valter participou das novelas: O Fim do Mundo; O Salvador da Pátria; O Outro;
Sinhá Moça;
Roque Santeiro e de 1985 e das Minisséries: Amazônia - De Galvez a Chico Mendes; Abolição;
República; Grande Sertão: Veredas.
Na Tv Record, marcou presença em Cidadão Brasileiro
e Marcas da Paixão.
Na Rede Manchete, participou de Mandacaru; 74.5 Uma Onda no Ar e Pantanal. Também na rede Manchete, foi responsável por dar voz à versão brasileira do cavaleiro de ouro Camus da constelação de Aquário, além de Jamian de Corvo.
No SBT, participou de Amor e Ódio; A Ponte do Amor; A Leoa e Destino. Na extinta TV Tupi, Valter esteve em Aritana; O Direito de Nascer; João Brasileiro, o Bom Baiano e em Um Sol Maior. Também participou do elenco de Pic Nic Classe C, da TV Cultura; Ilsa, da TV Excelsior e na TV Bandeirantes, Rosa Baiana e Cavalo Amarelo. No cinema, fez Deixa Amorzinho... Deixa (1975); Mulheres do Cais (1979) e, em 2009, participou do filme O Menino da Porteira, Interpretando João Só.
Em 2010 viveu o Coronel Lucena no Episódio 21 de Força Tarefa e, em 2012, interpretou o Coronel Werneck na minissérie O Brado Retumbante,
na Rede Globo.
Como dublador seu trabalho mais marcante foi no anime Os Cavaleiros do Zodíaco, onde fazia a voz do cavaleiro de ouro Camus de Aquário. Em 2013, Valter Santos supervisionava, dirigia e eventualmente, narrava episódios do National Geographic.

## Morte
Valter faleceu na véspera de natal de 2013, aos 67 anos, vítima de um ataque cardíaco.

## Filmografia

### Televisão
| Ano  | Título                              | Papel                                     |
| ---- | ----------------------------------- | ----------------------------------------- |
| 2012 | O Brado Retumbante                  | Capitão Werneck                           |
| 2010 | Força Tarefa                        | Coronel Lucena (episódio: Adeus às Armas) |
| 2007 | Amazônia - De Galvez a Chico Mendes | Nilo                                      |
| 2006 | Cidadão Brasileiro                  | Décio Leão                                |
| 2001 | Amor e Ódio                         | Ezequiel                                  |
| 2000 | Marcas da Paixão                    | Valtinho (Valter)                         |
| 1997 | Telecurso                           | Silva                                     |
| 1997 | Mandacaru                           | Avelós                                    |
| 1996 | O Fim do Mundo                      | Juvenal                                   |
| 1994 | 74.5 - Uma Onda no Ar               | Stallone                                  |
| 1990 | Pantanal                            | Matador                                   |
| 1989 | República                           | José do Patrocínio                        |
| 1989 | Os Trapalhões                       | Vários Personagens                        |
| 1989 | O Salvador da Pátria                | Jaime                                     |
| 1988 | Abolição                            | José do Patrocínio                        |
| 1987 | O Outro                             | Melo Mendonça                             |
| 1986 | Sinhá Moça                          | Feitor Bruno                              |
| 1985 | Grande Sertão: Veredas              | Alaripe                                   |
| 1985 | Roque Santeiro                      | Jagunço                                   |
| 1983 | A Ponte do Amor                     |                                           |
| 1982 | Destino                             | Seu Apolônio                              |
| 1982 | A Leoa                              | Hugo                                      |
| 1982 | Pic Nic Classe C                    | Mauro                                     |
| 1981 | Rosa Baiana                         |                                           |
| 1980 | Cavalo Amarelo                      | Alemão                                    |
| 1978 | Aritana                             | Ramalho                                   |
| 1978 | João Brasileiro, o Bom Baiano       | Glauco                                    |
| 1978 | O Direito de Nascer                 | padre acusador                            |
| 1977 | Um Sol Maior                        | Sala (Salatiel Jr.)                       |
| 1976 | Pecado Capital                      | Detetive Castro                           |
| 1975 | Roque Santeiro                      | Luizão                                    |

### Cinema
| Ano  | Título                   | Papel   |
| ---- | ------------------------ | ------- |
| 2009 | O Menino da Porteira     | João Só |
| 1979 | Mulheres do Cais         | Dante   |
| 1975 | Deixa, Amorzinho...Deixa |         |

## Dublagem
- Nicodemos (Simon Kunz) -  A Bíblia
- Dr. Alex Resse (Arnold Schwarzenegger) - Junior
- Nord (Gerard Murphy) - Waterworld - O Segredo das Águas
- Tucker McElroy (Charles Napier) - Os Irmãos Cara-de-Pau
- Thor (Abraham Benrubi) - George, O Rei da Floresta
- John Rotman (Roger Delacorte) - Os Caça Fantasmas
- Frank Sachs (Cuba Gooding Jr) - Melhor É Impossível
- Fred Williamson (Tim Hastings) - Blackjack
- Camus de Aquário e Jamian de Corvo em Os Cavaleiros do Zodíaco
- Mestre Splinter em As Tartarugas Mutantes Ninja
- Ursolão (3ª dublagem) e Smedley em alguns episódios em Pica Pau
- Dubao em Street Fighter II: O Filme
- Hollyhood em 2 Cachorros Bobos
- Asa Prateada (Silver) em Shaman King
- Rei Moo em Monster Rancher
- Kabu em Kirby e Seus Poderes
- Fūta Kagetsu em Naruto

## Prêmios e indicações

### Troféu APCA
| Ano  | Categoria                   | Indicação     | Resultado |
| ---- | --------------------------- | ------------- | --------- |
| 1973 | Revelação de Ator de Teatro | Valter Santos | Venceu    |